# Meriniden

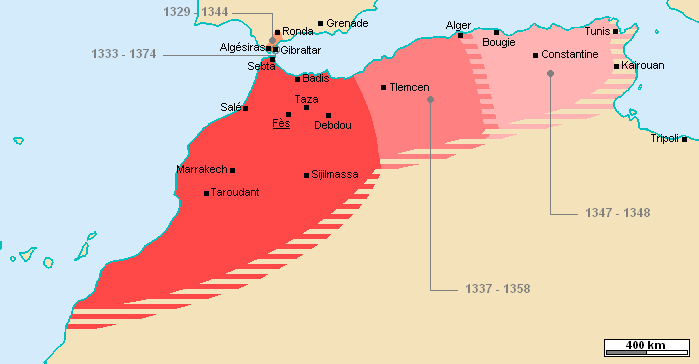
Ausdehnung des Meriniden-Reichs

Emblem der Meriniden

Die Meriniden (Tifinagh-Schrift ⵉⵎⵔⵢⵏⴻⵏ, arabisch مرينيون, DMG Marīnīyūn) waren eine islamische Berberdynastie, die als Nachfolger der Almohaden von der ersten Hälfte des 13. Jahrhunderts bis 1465 in Marokko und anderen Teilen des Maghrebs herrschte.

## Geschichte
Die Banu Marin waren Zanata-Berber und wanderten im 12. Jahrhundert aus Ifrīqiya kommend im Südosten Marokkos ein. Schon im Jahr 1145 kam es zu ersten Kämpfen mit den Almohaden, von denen sie aber unterworfen wurden.
Unter Abu Yahya Abu Bakr (reg. 1244–1258) begann die Eroberung Nordmarokkos; Fès wurde im Jahr 1248 Hauptstadt der Meriniden. Abu Yusuf Yaqub (reg. 1259–1286) schloss 1269 mit der Eroberung von Marrakesch den Sturz der Almohaden und die Unterwerfung Marokkos ab. Gleichzeitig setzte er auch nach Al-Andalus über, um die Nasriden von Granada im Kampf gegen Kastilien zu unterstützen.
Es folgten interne Machtkämpfe unter den Meriniden, welche aber Abu Said Utman II. (reg. 1310–1331) nicht an einer umfangreichen Bautätigkeit in Fès und andernorts hinderten. So wurden mehrere Medresen als „weltliche Hochschulen“ zur Ausbildung von Staatsdienern gegründet um die Zentralisierung der Verwaltung voranzutreiben und den Einfluss der nicht immer zuverlässigen Marabouts und Bruderschaften zurückzudrängen.
Unter Abu l-Hasan (reg. 1331–1348) wurde der Versuch unternommen, den Maghreb nochmals zu vereinen. So wurde bis zum Jahr 1337 das Reich der Abdalwadiden im heutigen Algerien und 1347 das Reich der Hafsiden in Ifriqiya (heutiges Tunesien) erobert. Allerdings wurden die Meriniden 1340 in der Schlacht am Salado von einem kastilisch-portugiesischen Koalitionsheer vernichtend geschlagen und mussten sich endgültig von der Iberischen Halbinsel zurückziehen. Abu l-Hasan wurde von seinem Sohn Abu Inan Faris (reg. 1348–1358) gestürzt. Dieser versuchte das verlorengegangene Algerien und Tunesien erneut zu erobern. Trotz einiger Erfolge begann nach der Ermordung von Abu Inan Faris der Niedergang der Dynastie.

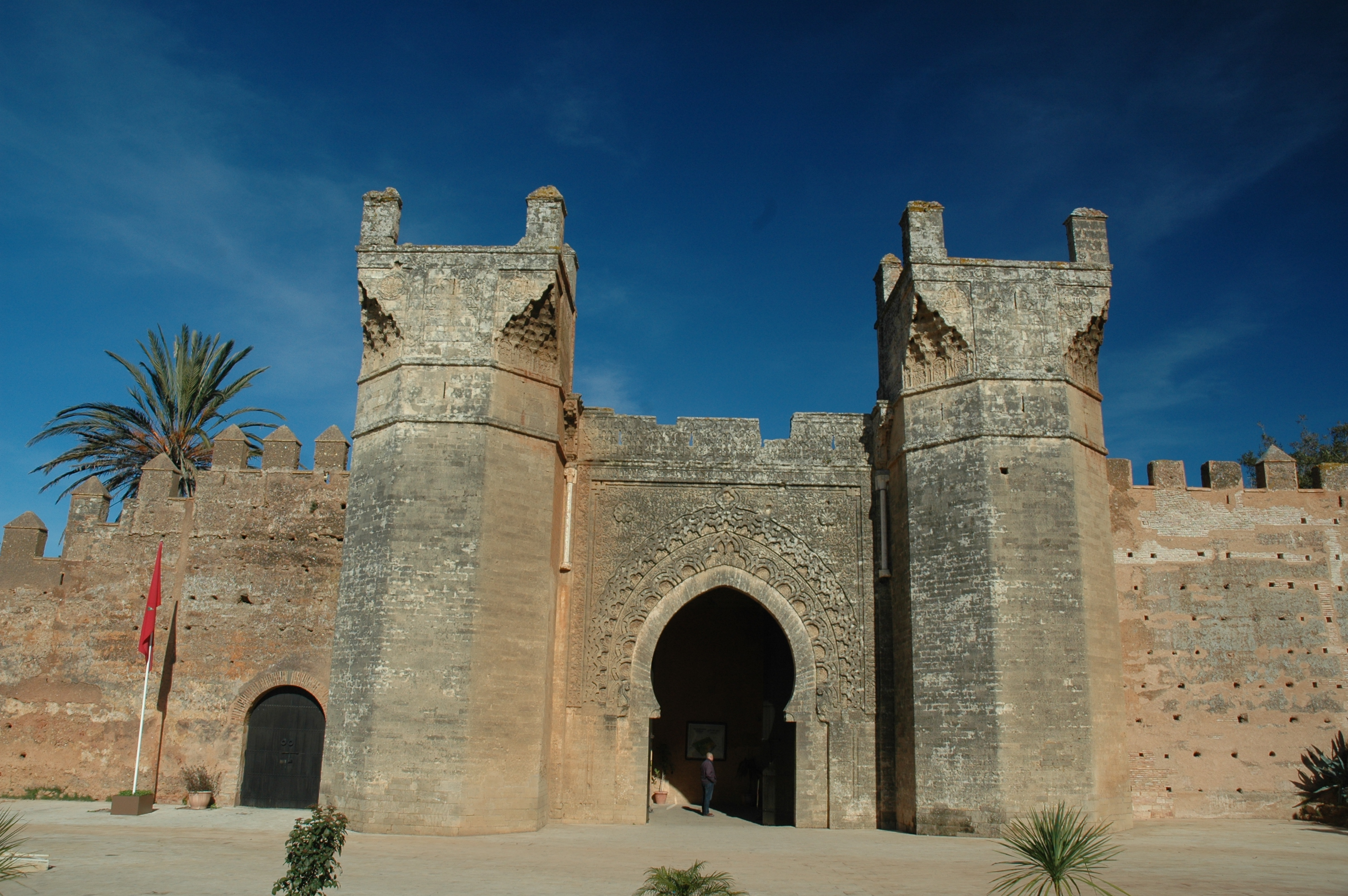
Chellah-Tor, Rabat

Durch die unruhigen Beduinen- und Berberstämme breitete sich in Marokko ein zunehmend rechtloser Zustand aus, der den Niedergang des Reichs beschleunigte. Auch die Unterstützung durch die Marabouts und religiösen Bruderschaften (zaouias) ließ nach, als die Meriniden auf Grund einer Finanzkrise im 15. Jahrhundert ihre Zuwendungen an diese Institutionen einschränkten.
Die nach 1358 folgenden Herrscher der Meriniden kamen unter die Kontrolle der Wattasiden, die als Wesire die tatsächliche Macht im Reich ausübten. Sie setzten die Merinidensultane, zumeist im Kindesalter, in schneller Folge ein und ab. Die Wattasiden konnten das Reich aber ebenfalls nicht konsolidieren, so dass Portugal im Jahr 1415 die Stadt Ceuta und bis 1513 alle wichtigen Häfen an der Atlantikküste Marokkos besetzen konnte. Nachdem Abdalhaqq II. (reg. 1421–1465) vergeblich versucht hatte, die Macht der Wattasiden zu brechen, wurde die Dynastie der Meriniden von diesen gestürzt.

## Bauten

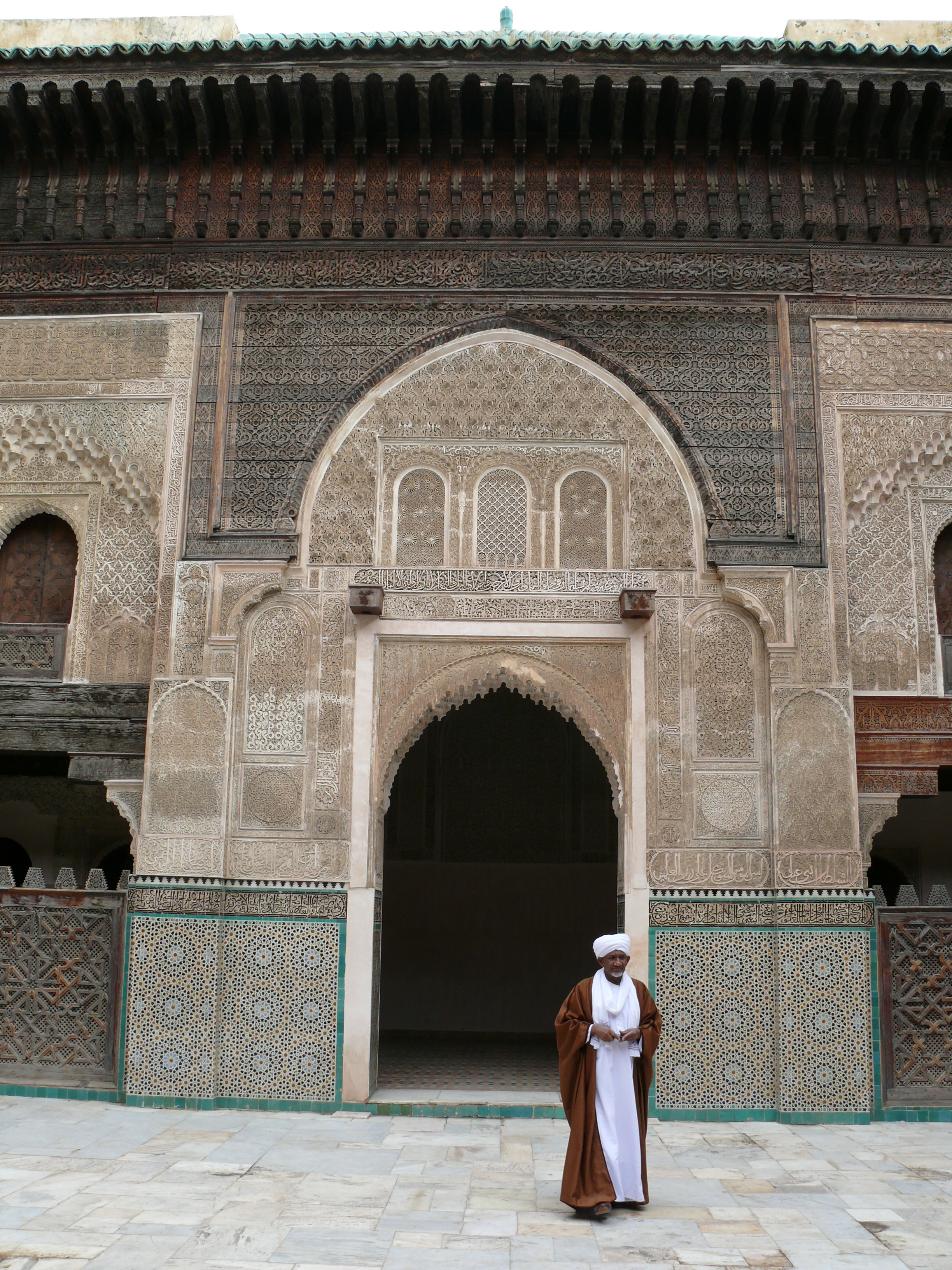
Fès – Madrasa Bū ʿInānīya (14. Jh.). In ihrer Blütezeit ließen die Meriniden-Herrscher in den wichtigen Städten des Landes (Fès, Meknès, Salé, Taza, Oujda und Marrakesch) Koranschulen (madrasa) erbauen, die – mit dem architektur-ästhetisch überaus reizvollen Zusammenspiel verschiedener Materialien (Kacheln, Stuck, Holz) und ihrem filigranen Dekor – zu den Höhepunkten des Maurischen Stils gehören.

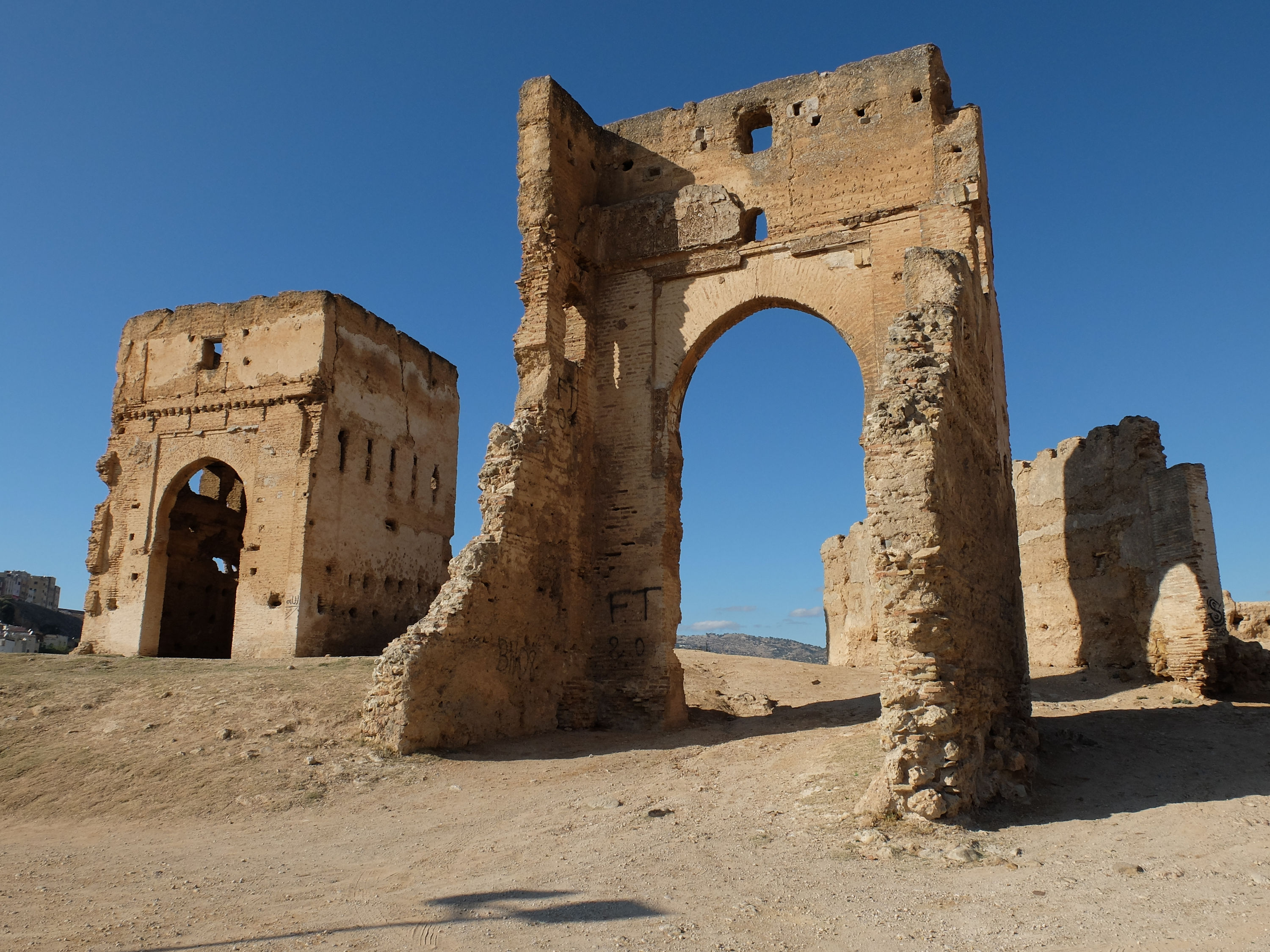
Ruinen der Merinidengräber bei Fès

Die merinidischen Medresen in Fès, Salé, Meknès, Marrakesch und Oujda gehören zu den bedeutendsten Monumenten des Maghreb und zu den Höhepunkten des Maurischen Stils. Einige (nicht betretbare) Moscheen der Meriniden haben als zeittypische Besonderheit filigran durchbrochene Rippenkuppeln über dem Geviert vor der Mihrab-Nische. Die Grablege mehrerer Angehöriger der Dynastie befindet sich in der mauerumgrenzten Chellah im Osten von Rabat; auf einer Anhöhe bei der Stadt Fès stehen noch die Ruinen zweier Mausoleen aus merinidischer Zeit.

## Herrscherliste
- Abdalhaqq I. (1195–1217)
- Uthman I. (1217–1240)
- Muhammad I. (1240–1244)
- Abu Yahya Abu Bakr (1244–1258)
- Umar (1258–1259)
- Abu Yusuf Yaqub (1259–1286)
- Abu Yaqub Yusuf (1286–1307)
- Abu Thabit Amir (1307–1308)
- Abu r-Rabi' (1308–1310)
- Abu Said Uthman II. (1310–1331)
- Abu l-Hasan (1331–1351)
- Abu Inan Faris (1351–1358)
- Muhammad II. as-Said (1358–1359)
- Abu Salim Ali II. (1359–1361)
- Abu Umar Taschufin (1361)
- Abd al-Halim (1361–1362)
- Abu Zayyan Muhammad III. (1362–1366)
- Abu Faris Abd al-Aziz I. (1366–1372)
- Muhammad IV. (1372–1374)
- Abu l-Abbas Ahmad (1374–1384)
- Musa (1384–1386)
- Muhammad V. (1386)
- Muhammad VI. (1386–1387)
- Abu l-Abbas Ahmad (1387–1393)
- Abd al-Aziz II. (1393–1396)
- Abdullah (1396–1398)
- Abu Said Uthman III. (1398–1420)
- Abdalhaqq II. (1420–1465)